# Красотинка
Красотинка — деревня в Междуреченском районе Вологодской области.
Входит в состав Сухонского сельского поселения, с точки зрения административно-территориального деления — в Сухонский сельсовет.
Расстояние до районного центра Шуйского по автодороге — 12,5 км. Ближайшие населённые пункты — Шиченга, Александровка, Дачное.
По переписи 2002 года население — 5 человек.